# En tomtesaga
En tomtesaga (En Julberättelse i Finland, finska: Joulutarina)  är en finsk julfilm från 2007 regisserad av Juha Wuolijoki.
Filmen hade världspremiär i Lahtis den 4 november 2007 för att sedan ha premiär i resten av Finland den 16 november 2007 och i Sverige den 28 november 2008.

## Handling
Huvudpersonen Nicolas familj dör i en tragisk olycka. Staden han bor i bestämmer för att ta växelvis ta hand om honom, ett år i taget hos varje familj. Efter några år placeras han i en fosterfamilj som allteftersom börjar fästa sig vid honom. Som tack för tidigare gör Nicolas gåvor till barnen i sina gamla fosterfamiljer som han ställer ut i juletid utan att berätta om det till någon. Nicolas hamnar så hos en gammal, grinig man som snickarlärling. Nicolas är smart och lär sig snabbt, och småningom öppnar sig den gamla mannen och börjar gilla Nicolas, fast han förbjuder Nicolas från att göra fler leksaker till barnen, och traditionen kommer försvinna om inget görs.

## Rollista
- Hannu-Pekka Björkman – Nikolas
  - Otto Gustavsson – Nikolas som 13-åring
  - Jonas Rinne – Nikolas som 7-åring
- Kari Väänänen – Iisakki
- Minna Haapkylä – Kristiina
- Mikko Leppilampi – Hannus
- Mikko Kouki – Eemeli
  - Oskari Heimonen – Eemeli som 11-åring
  - Roi Ron – Eemeli som 5-åring
- Laura Birn – Aada
  - Nella Sillasmaa – Aada som 9-åring
- Antti Tuisku – Mikko
  - Alpo Sipilä – Mikko som 9-åring
- Matti Ristinen – Einari
- Eeva Soivio – Aleksandra
- Mauri Heikkilä – Gideon
- Pirjo Leppänen – Hilla
- Saara Pakkasvirta – Meeri
- Ville Virtanen – Henrik
- Matti Rasilainen – Hermanni
- Nora Syrjä – Elsa
- Mikko Rokka – Heino
- Lisa Sjöholm – Laura

### Svenska röster
- Niklas Falk – Nikolas
  - Knut Sjöberg Brise – Nikolas som 13-åring
  - Julius Lindfors  – Nikolas som 7-åring
- Anders Ahlbom – Isak
- Tina Råborg – Kristina
- Göran Gillinger – Hannes
- Duncan Green – Emil
  - Elias Eiding Målar – Emil som barn 1
  - Sam Molavi – Emil som barn 2
- Emma Levin – Ada
  - Alice Sjöberg Brise – Ada som barn
- Gabriel Odenhammar – Mikko
  - Hannes Edenroth – Mikko som barn
- Sofia Ledarp – Nikolas mamma
- Björn Bengtsson – Nikolas pappa
- Gunvor Pontén – gammal Kristina
- Bert-Åke Varg – gammal man
- Mimmi Benckert Claesson – Emils syster
- Peter Sjöquist – Henrik

- Översättare – Bittan Norman
- Dialogregissör – Daniel Sjöberg
- Producent – Svend Christiansen
- Svensk version producerad av Sun Studio[6][7]

## Produktion
Wuolijoki berättar om tanken med att göra filmen i Uutispäivä Demari den 15 november 2007: "Vi var säkra på att tomtens barndom skulle ha behandlats tidigare. När vi inte hittade någon film på temat började vi fundera på att göra en själva.” Wuolijoki ville specifikt göra filmen till en allvarlig saga i Astrid Lindgren-stil. Han fortsätter: ”Det är något heligt och rörande med julen för finländare, varför till exempel amerikanska julfilmer aldrig har varit särskilt populära här. Vi ville göra en film för hela familjen som även vuxna kunde se utan barn."
Produktionsbudgeten för En tomtesaga på 2,5 miljoner euro är dubbelt så stor som för en genomsnittlig finsk film. Mer än en miljon av detta belopp är sponsringsstöd. Enligt Aamulehti den 16 november 2007 är andelen sponsorer större i filmen än i någon tidigare finländsk film.
Filmen producerades av Snapper Films och spelades in i Kittilä, Utsjoki, Åbo, Lojo och Sibbo.

## Mottagande
I Finland sågs filmen av 282 142 biobesökare. Joulutarina valdes till årets mest populära film i Jussi-festivalens publikomröstning.

## Priser
Filmen vann 2 priser under Jussi Awards. Ett publikpris och ett pris till Mika Orasmaa i klassen "Best Cinematography". Under Sarasota Film Festival vann Juha Wuolijoki ett pris i klassen "Best in World Cinema".
En tomtesaga vann även flera utmärkelser utomlands.